# خوسيه لويس إلياس
خوسيه لويس إلياس (بالإسبانية: José Luis Elias)‏ هو عداء سريع بيروفي، ولد في 8 ديسمبر 1954.

## وصلات خارجية
- خوسيه لويس إلياس على موقع أوليمبيديا (الإنجليزية)